# Hartley Ferrar
Hartley T. Ferrar, né à Dalkey en 1879 et mort en avril 1932, est un géologue irlandais.

## Biographie
Il passa une partie de son enfance à Durban, avant d'être envoyé en Angleterre pour étudier la géologie à l'Université de Cambridge. Il y restera connu comme un bon sportif.
À vingt-deux ans, il participe à l'expédition Discovery de Robert Falcon Scott ; il est le plus jeune de l'équipe scientifique. Il rencontre sa femme lors du passage du navire en Nouvelle-Zélande avant le départ vers l'Antarctique. Il participe activement aux études scientifiques.
À son retour, il écrit un rapport géologique complet de l'expédition, avant de partir travailler en Égypte.
Il s'engage dans l'armée au début de la Première Guerre mondiale, puis après la guerre retourne en Nouvelle-Zélande.

## Postérité
Le glacier Ferrar a été nommé en sa mémoire.